# Ismá'íl Paša
Ismá'íl Paša (psáno i Ismail, Isma'il a pod.; arabsky إسماعيل باشا; turecky İsmail Paşa; 31. prosince 1830 – 2. března 1895) byl osmanský chediv a zčásti nezávislý vládce z Egypta a dobyvatel Súdánu. Vládl od roku 1863 do roku 1879, kdy byl na příkaz Velké Británie odstraněn. Na jeho počest je pojmenováno město Ismailia.
Ismá'íl sdílel ambiciózní plány svého dědečka Muhammada Alího Paši a během své vlády výrazně modernizoval Egypt a Súdán. Zemi se snažil přiblížit Evropě a intenzivně investoval do průmyslu a ekonomického rozvoje, urbanizace a expanze území.
V roce 1867 si Ismá'íl zajistil osmanské i mezinárodní uznání svého titulu chediv (místokrál), namísto váli (guvernér), který dříve používali jeho předchůdci v čele egyptské provincie. Jeho politika však Egyptské chedívství těžce zadlužila, což chediva donutilo prodat egyptský podíl akcií Suezského průplavu britské vládě a vedlo k jeho svržení rukama Britů.